# Antonio Carafa (kardinal)
Antonio Carafa, född den 25 mars 1538 i Neapel, död 13 januari 1591 i Rom, var en italiensk kardinal i Romersk-katolska kyrkan. Han var för en tid kardinalprotodiakon samt chef för Vatikanbiblioteket mellan 1585 och 1591. Carafa är begravd i kyrkan San Silvestro al Quirinale.